# The Flame of New Orleans
The Flame of New Orleans is een Amerikaanse filmkomedie uit 1941 onder regie van René Clair. Destijds werd de film uitgebracht onder de titel Schandaal in New Orleans.

## Verhaal
Wanneer er een bruidsjapon wordt teruggevonden in de Mississippi, kennen slechts drie mensen het verhaal achter de jurk. De berooide gravin Claire Ledoux kwam naar New Orleans om een rijke man te vinden. Na haar verloving met Charles Giraud werd ze echter verliefd op kapitein Robert Latour. Op die manier ontdekt de gravin wat echte rijkdom is.

## Rolverdeling
| Acteur            | Personage            |
| ----------------- | -------------------- |
| Marlene Dietrich  | Gravin Claire Ledoux |
| Bruce Cabot       | Robert Latour        |
| Roland Young      | Charles Giraud       |
| Mischa Auer       | Zolotov              |
| Andy Devine       | Matroos              |
| Frank Jenks       | Matroos              |
| Eddie Quillan     | Matroos              |
| Laura Hope Crews  | Tante                |
| Franklin Pangborn | Bellows              |
| Theresa Harris    | Clementine           |
| Clarence Muse     | Samuel               |
| Melville Cooper   | Zwager               |
| Anne Revere       | Zus van Giraud       |
| Bob Evans         | William              |
| Emily Fitzroy     | Amelia               |